# Súlyzórúd

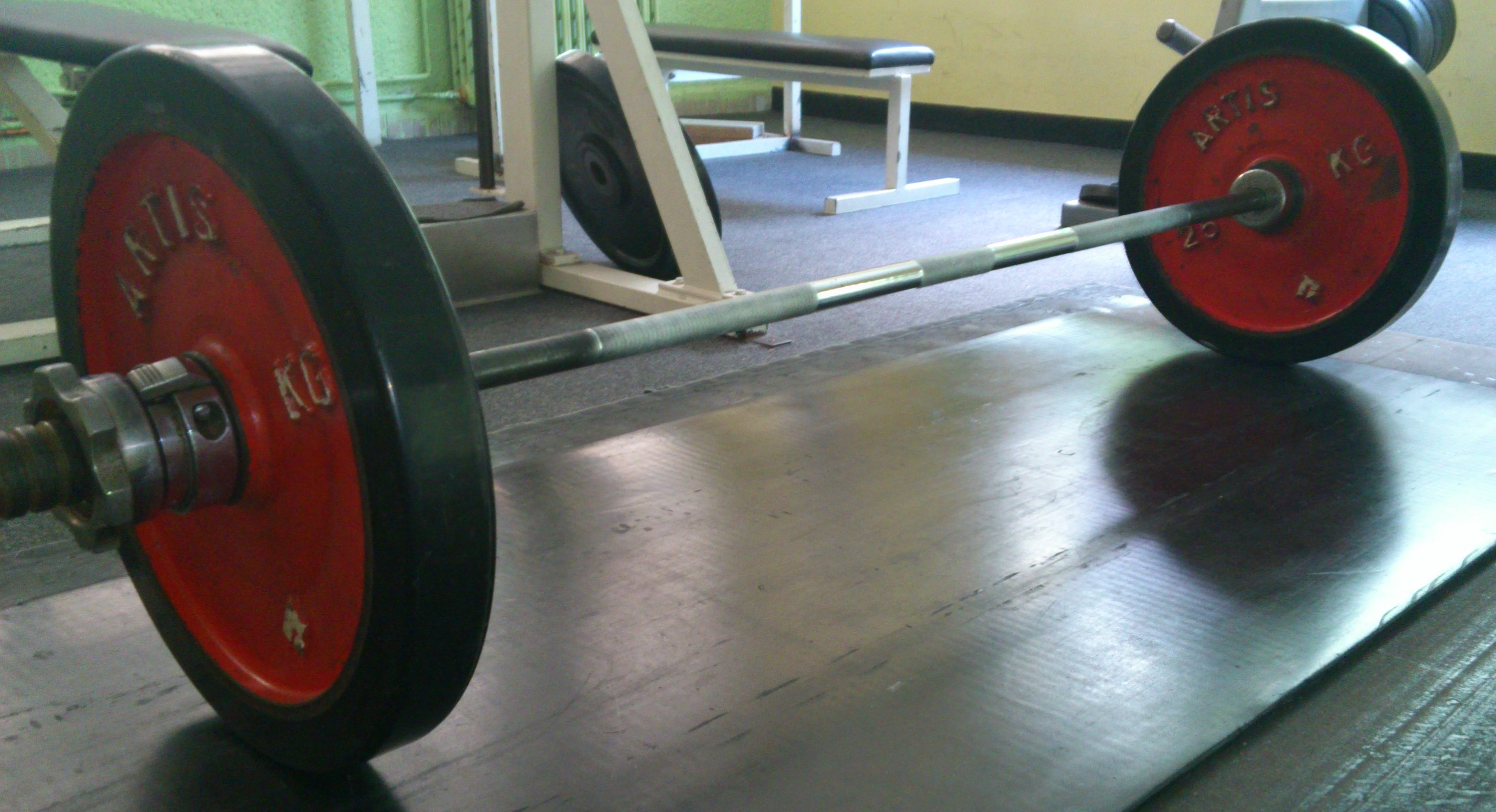
Súlyzórúd tárcsákkal és biztonsági rögzítőgyűrűvel

A súlyzórúd fémrúd, melyet súlyzós edzések alkalmával, valamint különféle sportágakban használnak, úgy mint a súlyemelés, a CrossFit vagy az erőemelés. A súlyzórúdra általában súlytárcsákat helyeznek, de önmagában is lehet vele gyakorlatokat végezni. A leggyakoribb fajta az olimpiai súlyzórúd, mely 20 kilogrammot nyom és 2,2 méter hosszú. Létezik úgynevezett női olimpiai rúd is, valamint van franciarúd, hatszögletű súlyzórúd (trap bar) és többmarkolatos rúd (multi bar). A súlytárcsák leesését biztonsági rögzítőgyűrűvel vagy szorítóval akadályozzák meg.

## Olimpiai súlyzórudak

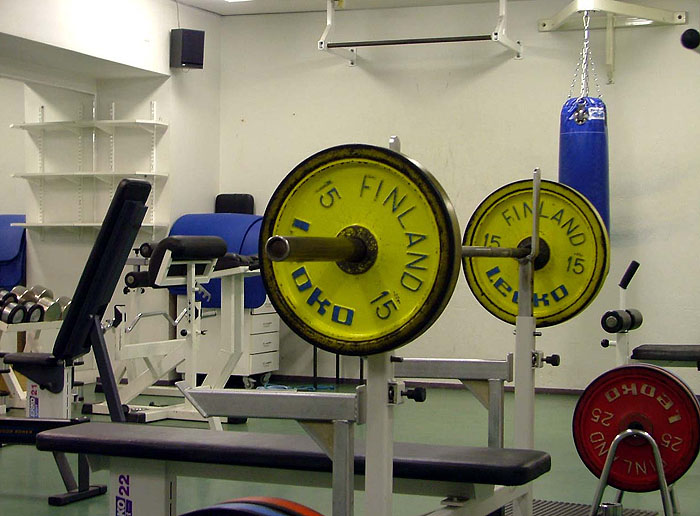
Olimpiai rúd fekvenyomópadon

A sztenderd olimpiai súlyzórúd 2,2 méter hosszú és 20 kilogrammot nyom. A szélei 50 mm átmérőjűek, a rúd maga pedig 28 mm átmérőjű. 910 mm egymástól találhatóak a markolatjelölők, ahol a rudat meg kell fogni. Az olimpiai súlyemeléshez tervezett rúdról van szó, a súlyemelés esetén a férfiak használják ezt a rudat. 
A női olimpiai rúd rövidebb, 2,01 méter hosszú és 15 kilogramm tömegű, az átmérője pedig 25 mm. A női rúdon nincs középen recézett markolat. A férfi olimpiai rúdon azért található középen is recézés, mert korábban egykezes emelésre is lehetőség volt az olimpiai súlyemelésben.
Az erőemelésben a férfiak és a nők is ugyanolyan rudat használnak.
Az olimpiai rúd jellemzője, hogy rugalmas, könnyen forgatható és kibírja a magasról leejtést. A modern olimpiai rudaknak vastagabb a végük („puska”, angolul: loading sleeve), mely csapágyokon forog, ami azt jelenti, hogy a ráhelyezett tárcsák az emelő mozdulatainak megfelelően forognak, csökkentve ezzel a forgatónyomatékot, ami megkönnyíti az emelést és egyúttal csökkenti a csuklósérülés veszélyét.

## Egyéb típusok
A gyakorló súlyzórúd hasonló az olimpiai súlyzórúdhoz, de könnyebb nála, 15 kg tömegű.
A franciarúd (angolul EZ curl bar) W alakban hajlított súlyzórúd, melyet bicepszhajlításhoz, álló evezéshez vagy homlokra engedéshez használnak. A hajlított forma természetesebb, semlegesebb fogást tesz lehetővé, ami csökkenti a sérülésveszélyt.
A fix súlyzórudak esetében a súlytárcsák véglegesen rögzítve vannak a rúdhoz, nem lehet őket cserélni. Fix rudak esetében is sorozatról lehet beszélni, akárcsak a kézisúlyzóknál, de tipikusan kisebb súlyt igénylő gyakorlatokhoz tervezték őket.
A hatszögletű súlyzórúd (trap bar vagy hex bar) esetében a súlyemelő a hatszögletű rúd közepébe áll és fogantyúk segítségével emeli meg a rudat. Ez a rúd biztonságosabb testtartást tesz lehetővé, csökkenti a vállra és a hátra nehezedő nyomást. Használható felhúzáshoz, guggoláshoz és evezéshez is.
A többmarkolatos rúd (multi-grip bar vagy Swiss bar) létraszerűen több markolattal rendelkezik, többféle fogástípust is lehetővé téve. Leginkább fekvenyomáshoz és vállból nyomáshoz használatos.
A tricepszrúd kialakítása hasonlít a többmarkolatos rúdéhoz, de csak két markolata van. A tricepszgyakorlatot könnyíti meg.

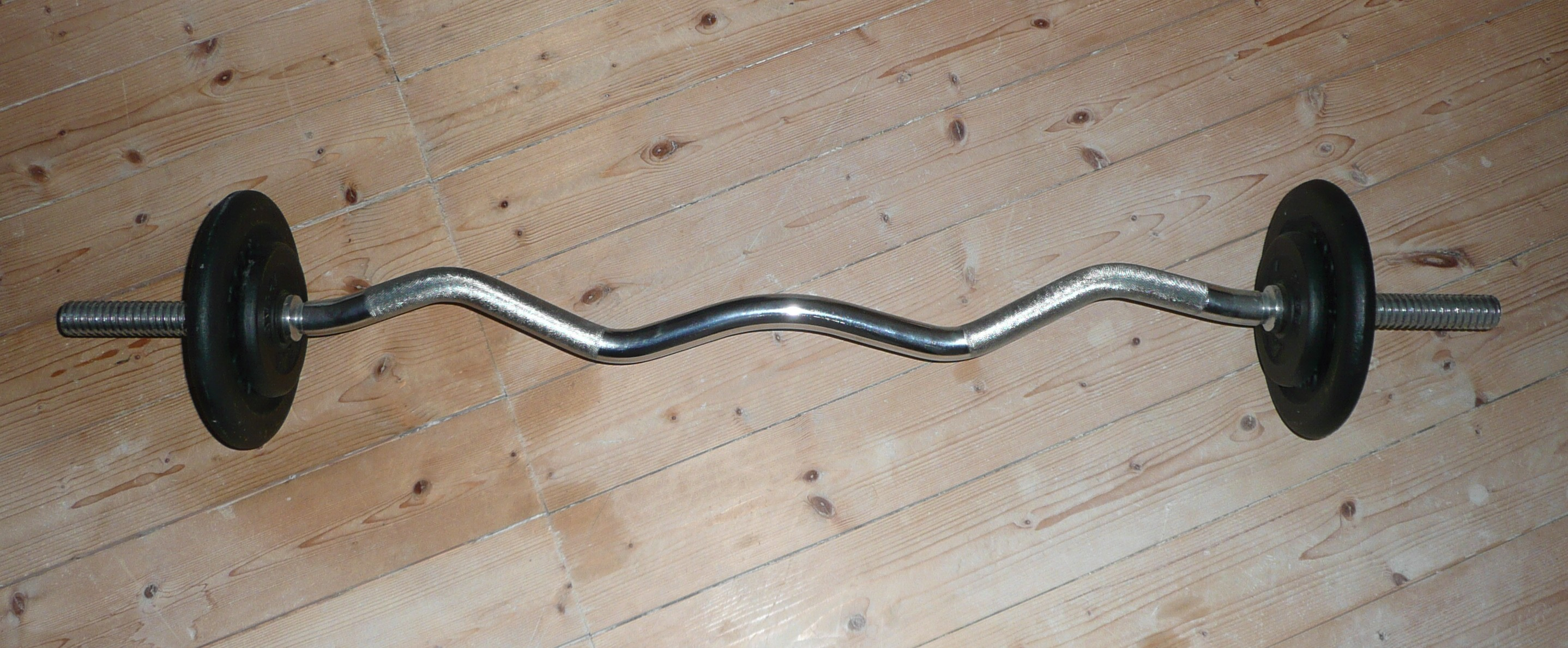
franciarúd
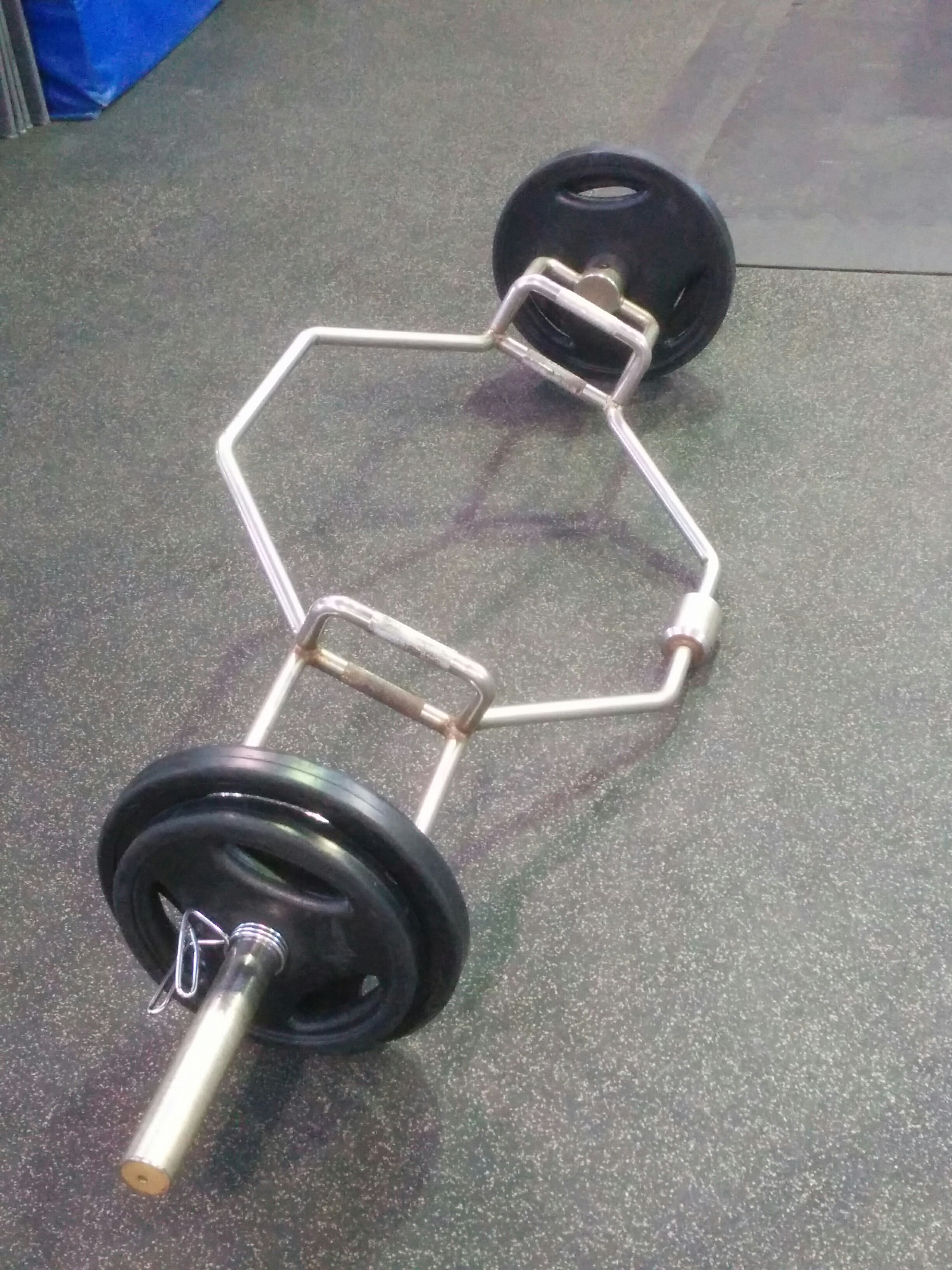
trap bar
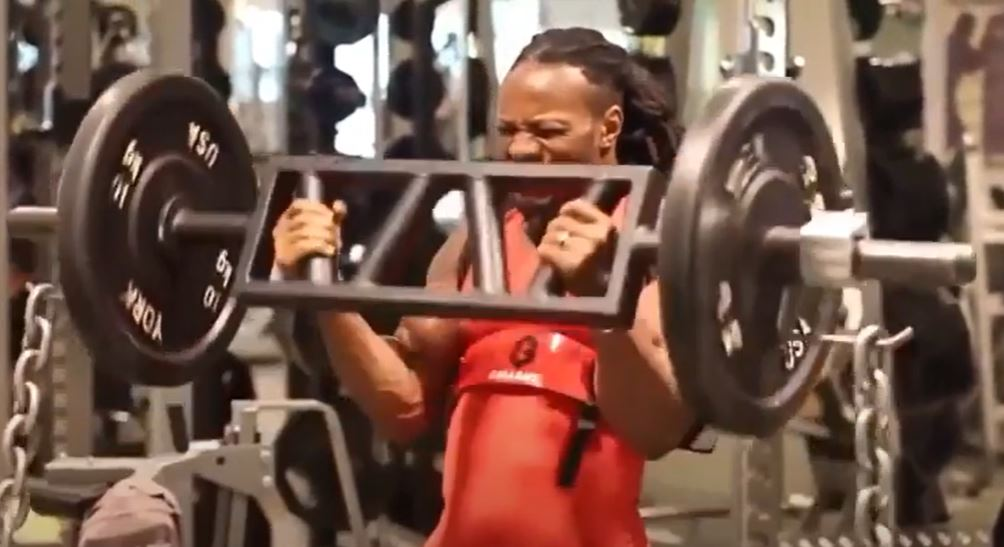
többmarkolatos rúd